# بالومار 12
بالومار 12 (بالإنجليزية: Palomar 12)‏ هو حشد نجمي كروي في كوكبة الجدي اكتُشِف لأول مرة في منظمة ناشيونال جيوغرافيك في ألواح مرصد ماسح السماء بالومار (Palomar Sky Survey) من قبل روبرت جورج هارينغتون وفريتز زفيكي.فهرس بالومار 12 كتجمع كروي. ومع ذلك أعتقد فريتز زفيكي أنة في الواقع مجرة قزمة قريبة في المجموعة المحلية. تُعَدّ نجوم عنقود بالومار 12 الكروي أصغر عمرا بحوالي 30٪ مقارنة بتلك الموجودة في العناقيد الكروية الأخرى التي تطوف في هالة مجرتنا درب التبانة.
عنقود بالومار 12 غني بالمعادن بمعدنية [Fe/H] ~= -0.8. ولة متوسط توزع لمعان Mv = -4.48..ويقدر عمر عنقود بالومار 12 بحوالي 6.5 مليار سنة.

## بالومار 12 لم ينشأ هنا
يُرى بالومار 12 خلف مقدّمة شائكة من النجوم في هذه الصورة الدقيقة من تلسكوب هابل، وهو يمتد على حوالي 60 سنة ضوئية و يقع على بعد 60.000 سنة ضوئية باتجاه كوكبة الجدي .
وتشير قياسات الحركة الخاصة لعنقود بالومار 12 في مجرتنا أن موطنه الأصلي كان  مجرة الرامي الإهليجية القزمة (Sagittarius Dwarf Elliptical Galaxy)، وهي مجرة صغيرة تابعة لدرب التبانة، تمزقت بفعل المد التجاذبي خلال التقائهما شديد القرب، ففقدت نجومها لحساب مجرة درب التبانة الأكبر، ويحتمل أن هذا الالتقاط المدّي لـ بالومار12 قد حدث منذ 1.7 مليار سنة مضت. ويعتقد الآن أنة عضو مجرة درب التبانة.

## وصلات خارجية
- Simbad reference data
- Panta rhei — motion in the Milky Way